# Samos
Samos (grec Σάμος; turc Sisam) és una illa de Grècia, situada al mar Egeu. Pertany a l'arxipèlag de les Espòrades i al nomos de l'Egeu Septentrional, entre l'illa de Quios i l'arxipèlag del Dodecanès. És una de les 74 unitats perifèriques de Grècia, formada a partir de l'1 de gener de 2011 de la divisió de l'antiga prefectura de Samos en la unitat perifèrica de Samos i la unitat perifèrica d'Icària.

## Orografia
És a molt poca distància de la costa de l'Àsia Menor, a la qual va estar unida en el Plistocè. La seva estructura és calcària, amb roques metamòrfiques i esquistos, i presenta dos grups montuosos: el Kerkis (1 437 m) i l'Àmbelos (1 137 m). Prop de la costa, els turons són més suaus, amb vegetació mediterrània.

## Economia
És fonamentalment agrària. Té conreus de vinya (n'és famós el vi dolç), oliveres, fruiters, tabac i cotó. Darrerament, però, s'ha desenvolupat el turisme.

## Història
Els seus antics noms, esmentats per Plini el Vell, eren Parthenia, Anthemus, Melamphylus, Dryusa i Cyparissia.
Ocupada a l'antiguitat per colons jonis cap als segles xi i xii aC, va participar en els moviments colonitzadors grecs dels segles vii-vi aC i va fundar nuclis de població a Amorgós, Samotràcia i fins i tot a Itàlia, mentre tractava comercialment amb Egipte i Líbia i, políticament, instaurava la democràcia, que l'any 540 aC Polícrates va eliminar. Polícrates va governar com a tirà fins a l'any 522 aC i el van succeir altres tirans subjectes al domini persa. Polícrates posseïa 100 naus de guerra i va fer algunes conquestes a les illes i a terra ferma. Va lluitar contra Milet i Lesbos i va establir un tractat amb Egipte. Els enemics del tirà van demanar ajut a Esparta que va enviar una força conjuntament amb els corintis i van assetjar Polícrates a Samos durant 40 dies però els va poder rebutjar. Va morir al continent en la disputa amb el sàtrapa persa Oroetes.
El seu germà Silosó, amb el suport d'un exèrcit persa, es va proclamar tirà i es va convertir en tributari de Pèrsia. El 499 aC es va unir a la revolta de Jònia però part del seu contingent de seixanta naus va fer traïció a la decisiva batalla de Lade (494 aC). Va seguir una gran emigració de poblament cap a la Magna Grècia i Itàlia. L'any 479 aC va encapçalar la revolta contra Pèrsia i, després, va entrar a la lliga de Delos (478 aC).
Després de la batalla de Salamina els atenencs es van apoderar de l'illa i van establir un govern democràtic; Samos va ser la més poderosa de les illes de la confederació exemptes de tribut. El tresor de l'illa es va traslladar de Delos a Atenes. El conflicte amb Milet pel territori de Priene, va portar a Samos a separar-se de la confederació i Atenes va enviar un exèrcit sota deu generals entre els quals Sòfocles i Pèricles, que amb nou mesos va sotmetre l'illa (440 aC). Van tractar l'illa força bé i només va haver de pagar les despeses de la guerra (1300 talents a 50 talents per any).
Samos va ser al costat d'Atenes a la Guerra del Peloponès. Durant la guerra va esdevenir el centre del moviment de la flota atenenca (411 aC) que va afavorir al general atenenc Alcibíades. El general va anar a l'illa i va sortir de Samos cap a Atenes l'any 407 aC. Al final de la guerra l'espartà Lisandre la va ocupar i va establir un govern oligàrquic (404 aC) que va durar fins al 394 aC quan es va restablir la independència i el govern democràtic fins a la pau d'Antàlcides (387 aC) on va quedar en poder de Pèrsia.
Els atenencs la van recuperar el 366 aC després d'un setge d'11 mesos i s'hi va establir una colònia militar. Es va mantenir a les mans d'Atenes fins al 322 aC quan van privar a Atenes de la seva possessió. La seva història posterior no pot ser seguida amb detall però apareix normalment aliada als Ptolemeus fins que a finals del segle iii aC es va establir el domini selèucida. La guerra entre els Ptolemeus i els selèucides que va acabar el 241 aC mantenia sota domini d'Egipte, Efes, Milet, Priene, Samos, Lebedos, el sud de Jònia, Cària, Lícia, Pamfília, Cilícia Occidental i Celesíria, i els territoris que dominava a Tràcia (Abdera, Cipsela, Samotràcia, Sestos i els Quersonès).
Va donar suport a Antíoc el gran l'any 191 aC, i el 188 aC va quedar com a tributària del Regne de Pèrgam. El 133 aC va recuperar la independència i va recolzar al pretendent Aristònic (132-131 aC) i en els anys següents estava a favor de Mitridates VI Eupator del Pont (88 aC), i va perdre la independència, i per això va ser unida a la província d'Àsia el 84 aC. Va ser ciutat lliure fins al temps de Vespasià.
Va formar part (cap a l'any 294) de la província de les illes junt amb l'illa de Rodes, Cos, Quios i altres. Sota els romans d'Orient era la capital del tema de Samos, que incloïa territoris a terra ferma i estava dividit en les turmes d'Efes i Adramitium, i amb un governador amb residència a Esmirna.
Els àrabs la van atacar els anys 889 i 911. El 1090 va formar part del principat del turcman Shaka (1089-1092). A partir del 1300 era una possessió dels Aydın-oğhlu Els Giustiniani van ocupar l'illa el 1349 i Constantinoble la va reconèixer com establiment comercial genovès amb dret hereditari el 8 de juny de 1363. El 1380 els otomans la van ocupar, i l'illa va restar en poder de la companyia genovesa (la maona) però va haver de pagar tribut. Börkludje Mustafà va dirigir una revolta popular de caràcter socialista a la península d'Urla i va establir contacte amistós amb els prelats de l'illa el 1420. El 1462 els otomans va tornar a l'illa i la van saquejar però una vegada més es van permetre les activitats de la companyia genovesa augmentant el tribut. El 1481 els Giustiniani van abandonar l'illa voluntàriament, i va quedar de fet en poder dels otomans que hi van construir un fort però la van abandonar sota Baiazet II. El 1526 les naus otomanes feien escala al port del sud de l'illa en la ruta entre Rodes i Istanbul. El 1550 va ser donada al capità el-Euldj Ali Paixà Ochiali que va portar colons d'altres llocs (1562) i la va tenir com a feu propi fins a la seva mort el 1587, quan va passar a formar part de les terres del sultà. En endavant només va estar vinculada a l'Imperi per la presència d'un funcionari amb títol d'agha resident a Khora, assistit d'un naib que feia de cadi; no hi havia guarnició (el que va afavorir més d'un atac pirata); un metropolità grec dirigia la comunitat grega. Així en aquest temps l'illa va gaudir d'una ample autonomia interna. Va ser ocupada pels venecians durant la guerra de 1683-1699 i pels russos (1771-1774). El 1821 es va revoltar contra els otomans junt amb altres grecs i es va establir un govern revolucionari format per:
- 18 d'abril de 1821 Konstandinos Lahanas
- abril de 1821-abril de 1828 Lykourgos Logothetis
- abril de 1828 – febrer de 1829 Ioannis Kolettis
- febrer de 1829 – octubre de 1829 Dimítrios Christides
- octubre 1829 – juliol de 1830 Ioannis Kolettis (segona vegada)
- juliol de 1830 - 1833 Lykourgos Logothetis (segona vegada)[3]

El 17 d'agost de 1824 es va lliurar en aigües de l'illa una batalla naval anomenada segona batalla de Micale, que va impedir l'ocupació de l'illa pels otomans. El 1830 va ser reconeguda com a possessió de Turquia, però com que l'hostilitat es va mantenir, el 1835 es va crear el beilicat de Samos, governat per un fanariota grec de nom Esteve Vogòridis, que residia a Constantinoble, amb el títol turc de wali i en grec de hegemon (a les fonts occidentals "príncep de Samos"). Un governador pel seu compte residia a l'illa).
El 1912 el mateix príncep va assolir la presidència de l'assemblea revolucionària que va proclamar la unió a Grècia (1913), i la seva possessió es va confirmar al Tractat de Bucarest de 10 d'agost de 1913 que va posar fi, de moment, a la guerra dels Balcans.

## Tirans i governants antics de Samos
- Silosó, segle VII aC
- Damòteles, cap a l'any 620 aC
- Silosó I entre el 590 aC i el 560 aC
- Eaces I des del 560 aC fins al 538 aC aproximadament
- Polícrates 538 aC - 522 aC
- Pantagnostos 538 aC - 532 aC
- Silosó II 538 aC - 532 aC
- Foibies 532 aC
- Meandri 522 aC
- Carilau 522 aC
- Silosó II (segona vegada) 522 aC - 509 aC
- Eaces II 509 aC - 479 aC
- Teomèstor 479 aC